# .eml
.eml은 노벨 그룹와이즈(Novell GroupWise), 마이크로소프트 아웃룩 익스프레스(Microsoft Outlook Express), 로터스 노츠(Lotus notes), 윈도우즈 메일(Windows Mail), 모질라 썬더버드(Mozilla Thunderbird) 및 포스트박스(Postbox)를 포함한 많은 이메일 클라이언트에서 사용되는 이메일 스토리지 파일 형식 및 확장자 명이다. 파일에는 여러 형식 중 하나 이상의 첨부 파일을 포함하여 전자 메일 헤더와 본문이 포함된 MIME 형식의 일반 텍스트로 전자 메일 내용이 포함된다.

## 프로그램
.eml 형식의 파일들은 마이크로소프트 아웃룩 익스프레스(Microsoft Outlook Express) 나  모질라 썬더버드(Mozilla Thunderbird) 등에서 자유롭게 열어볼 수 있도록 지원하고 있으며 MS 윈도우즈(MS Windows)나 리눅스(Linux) 우분투(Ubuntu) 운영체계등에서  연결프로그램으로도 지원하고 있다.

## mbox
mbox는 이메일 메시지 자료를 보관하는 데 사용되는 관련 파일 형식 계열의 일반적인 용어로 이것은  유닉스에서 처음 구현되었다. 이후 이러한 이메일 스토리지(storage) 형식은 .eml 등의 형식으로 발전하는데 많은 기여를 하였다.

## 같이 보기
- 전자우편
- 문자 인코딩
- iconv
- 구글 뉴스